# Cladonia borbonica
Cladonia borbonica är en lavart som beskrevs av Nyl. Cladonia borbonica ingår i släktet Cladonia och familjen Cladoniaceae.   Inga underarter finns listade i Catalogue of Life.